# Mike Westhues
Michael "Mike" David Westhues (Moberly (Misuri), 22 de enero de 1949 – Espoo, 17 de febrero de 2013) fun un guitarrista, cantante y compositor finlandés de origen estadounidense.
Westhues nació en Missouri pero, en 1971, se fue a ver mundo para establecerse finalmente en Finlandia, donde ocupó una figura central en la escena musical finlandesa, trabajando en grupos de rock progresivo como Wigwam, con el vocalista Jim Pembroke y el artista de blues nacional como Dave Lindholm. Un par de años después, Westhues se trasladó a Uppsala, y posteriormente a Londres para volver a Finlandia. Al final de la década de los 70, se volvió a trasladar en los Estados Unidos, concretamente en Indianapolis, con su mujer e hijo. En 2004, decidieron volver a Finlandia, donde vivió hasta su muerte en 2013.

## Discografía
- New Morning Train, EMI Records, 1972
- A Man Name A' Jones, Love Records, 1974
- Good-Bye Rosalita, Love Records, 1976
- Jim/Mike And The Leadswingers, Love Records, 1977
- Vanha Isäntä, Hi-Hat Records, 1978
- Missin' Bill Blues, Tenex Records, 1982
- Frozen Hay, RFD Records, 1991
- Streetlight Reflections, RFD Records, 1993
- See Your Eyes, RFD Records, 1997
- Ain't No Money In Love, Instant Records, 2001
- Shades of Blue, Bluelight Records, 2007
- Dumbflakes for Breakfast, Humble House Records, 2008
- Alder Hill, Humble House Records, 2013